# Ляэне-Нигула
Ля́эне-Ни́гула (эст. Lääne-Nigula vald) — волость в Эстонии в составе уезда Ляэнемаа.

## История
В октябре 2017 года в результате административно-территориальной реформы волости Кулламаа, Ляэне-Нигула, Мартна, Ныва и Ноароотси объединились в новую волость Ляэне-Нигула. Административный центр волости — посёлок Таэбла.
Упразднённая волость Ляэне-Нигула была образована в октябре 2013 года путём объединения волостей Ору, Ристи и Таэбла.

## География
Расположена на западе Эстонии, имеет границу с Балтийским морем. Площадь волости — 1448,78 км². Плотность населения в 2021 году составила 4,8 человека на 1 км2.

## Населённые пункты
В составе волости 3 посёлка и 115 деревень.
- Посёлки: Паливере, Ристи, Таэбла.
- Деревни: Алликмаа, Алликотса, Ауасте, Аулепа, Вайзи, Ванакюла (Гамбин), Ванакюла, Варику, Ведра, Видрука, Вынткюла, Вяйке-Ляхтру, Вяйке-Ныммкюла, Вяэнла, Дирхами, Ингкюла, Йыгисоо, Йыэссе, Кааре, Каазику, Кабели, Кадарпику, Казари, Калью, Кастья, Кедре, Керавере, Кесккюла, Кесквере, Кесу, Кеэдика, Киримяэ, Кирма, Кокре, Колувере, Коэла, Кудани, Куййыэ, Куке, Кулламаа, Кулламетса, Кулузе, Куревере, Кярбла, Лайкюла, Лейла, Леммиккюла, Леэдикюла, Лийвакюла, Лийви, Линнамяэ, Луйгу, Мартна, Мыйзакюла, Мырду, Мяннику, Нигула, Нийби, Нийня, Нихка, Ныва, Нымме, Ныммемаа, Оонга, Ору, Осмуссааре, Охтла,  Паслепа, Перакюла, Пийрсалу, Путкасте, Пюркси, Пялли, Пяри, Раннайыэ, Раннакюла, Рехемяэ, Ригулди, Роослепа, Рыуде, Рыума, Сааре, Салайые, Саунья, Сельякюла, Силла, Соолу, Соо-отса, Спитхами, Сутлепа, Сууре-Ляхтру, Суур-Ныммкюла, Тагавере, Таммику, Таху, Телизе, Тука, Тукси, Турвалепа, Тусари, Убасалу, Уугла, Уускюла, Хара, Хёбринги, Хиндасте, Хосбю, Эйнби, Элбику, Энивере, Эстербю, Эхмья, Юдрума, Яакна, Ялуксе.

## Население
Численность населения по состоянию на 1 января 2021 года составляла 7 005 человек.

## Политика
На выборах в октябре 2017 мандаты в волостном собрании (эст. vallavolikogu) распределились следующим образом:
| Партии                                                                                | Места |
| ------------------------------------------------------------------------------------- | ----- |
| Избирательный союз «Объединенные сообщества» (эст. Valimisliit «Ühinenud Kogukonnad») | 14    |
| Социал-демократическая партия Эстонии (эст. Sotsiaaldemokraatlik Erakond)             | 6     |
| Консервативная народная партия Эстонии (эст. Eesti Konservatiivne Rahvaerakond)       | 3     |
| Партия реформ Эстонии (эст. Eesti Reformierakond)                                     | 2     |
| Итог                                                                                  | 25    |

Следующие выборы пройдут в 2021 году.

## Статистика
Данные Департамента статистики о волости Ляэне-Нигула:

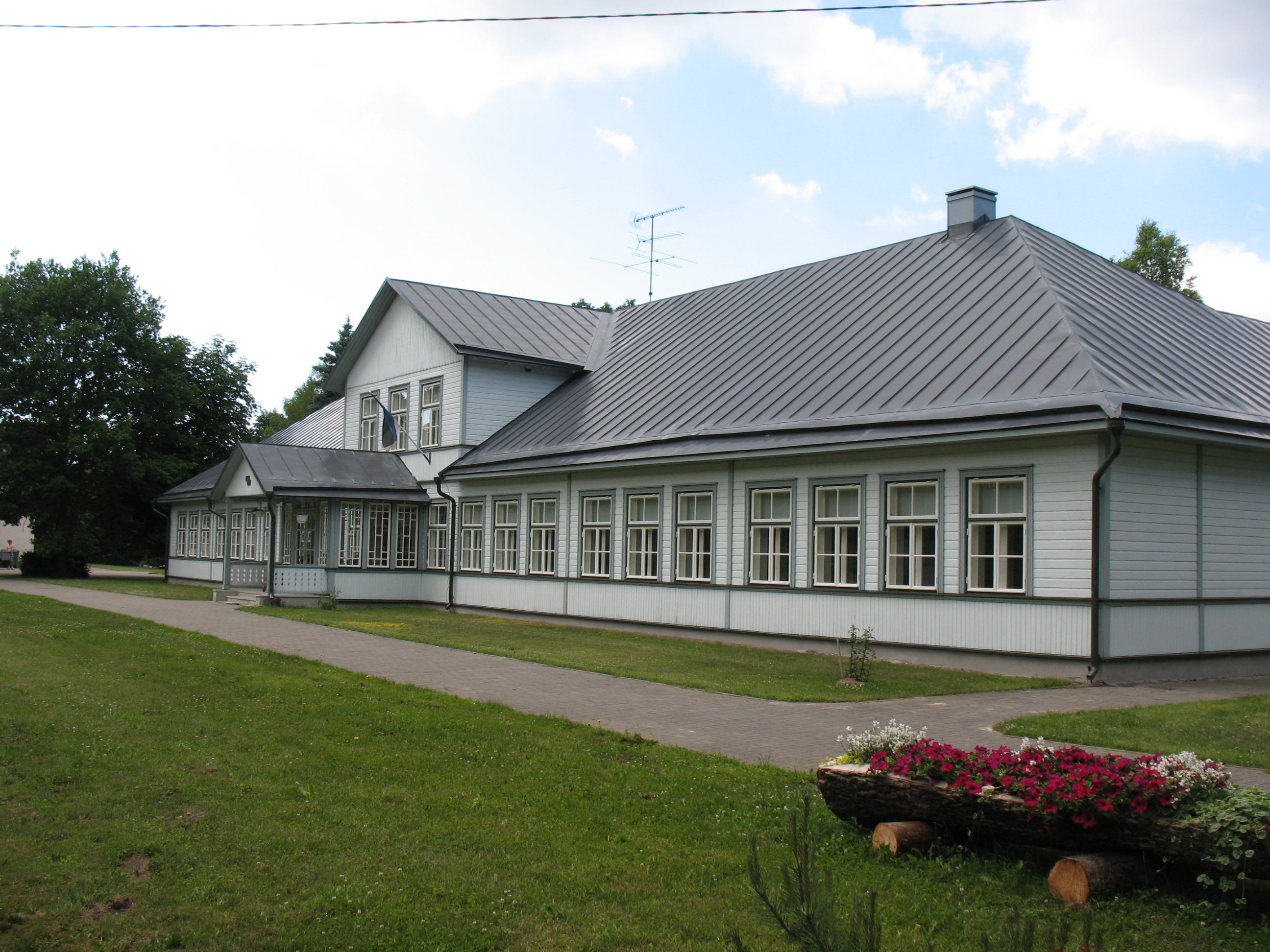
Школа Ныва (бывшее главное здание мызы Ныва)

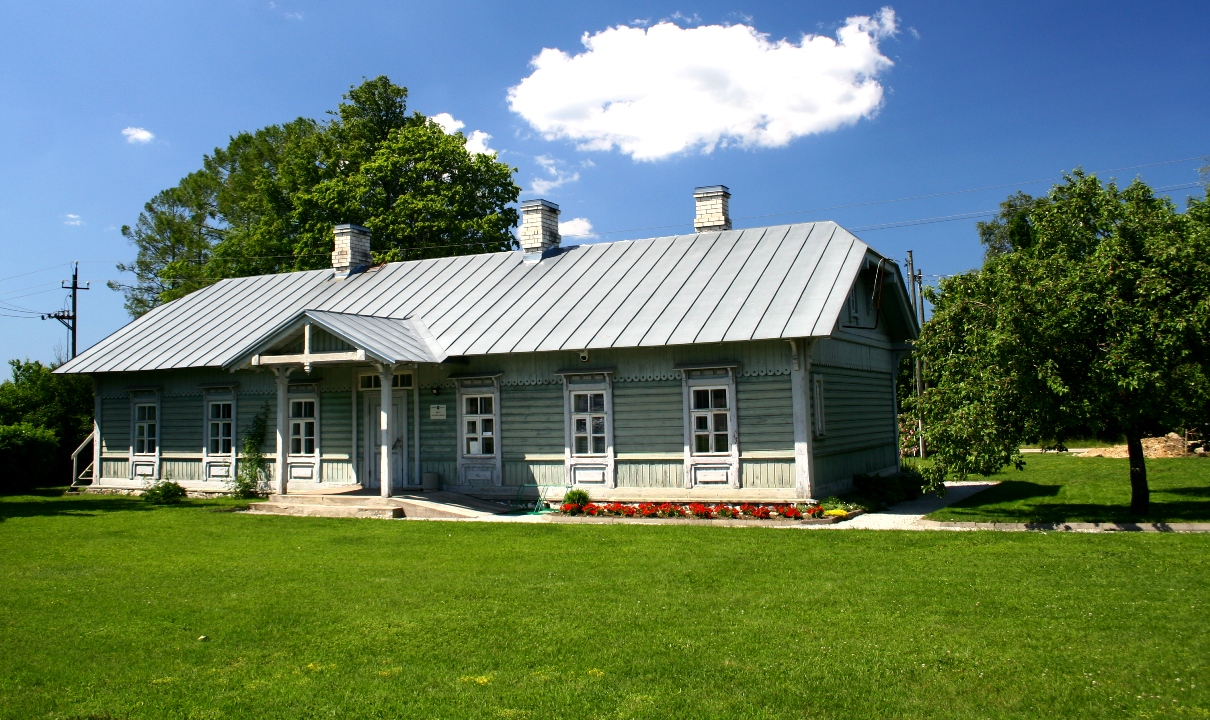
Библиотека Ристи

Число жителей на 1 января каждого года:
| Год     | 2016 | 2017   | 2018   | 2019   | 2020   | 2021   | 2022   |
| ------- | ---- | ------ | ------ | ------ | ------ | ------ | ------ |
| Человек | 7147 | ↘ 7099 | ↘ 7097 | ↘ 7041 | ↘ 6983 | ↗ 7005 | ↘ 6794 |

Число рождений:
| Год           | 2016 | 2017 | 2018 | 2019 | 2020 |
| ------------- | ---- | ---- | ---- | ---- | ---- |
| Живорождённых | 70   | ↘ 59 | ↗ 71 | ↗ 83 | ↘ 76 |

Число смертей:
| Год     | 2016 | 2017  | 2018  | 2019  |
| ------- | ---- | ----- | ----- | ----- |
| Умерших | 119  | ↘ 108 | ↘ 105 | ↗ 111 |

Зарегистрированные безработные:
| Год     | 2016 | 2017  | 2018  | 2019  | 2021 (август) |
| ------- | ---- | ----- | ----- | ----- | ------------- |
| Человек | 159  | ↗ 172 | ↗ 192 | ↘ 163 | ↗ 184         |

Средняя брутто-зарплата работника:
| Год  | 2016   | 2017       | 2018       | 2019       | 2020       |
| ---- | ------ | ---------- | ---------- | ---------- | ---------- |
| Евро | 997,72 | ↗ 1 063,89 | ↗ 1 127,81 | ↗ 1 174,00 | ↗ 1 224,30 |

В 2019 году волость Ляэне-Нигула стояла на 45 месте по величине средней брутто-зарплаты работника среди 79 муниципалитетов Эстонии.
Число учеников в школах:
| Год     | 2016 | 2017  | 2018  | 2019  |
| ------- | ---- | ----- | ----- | ----- |
| Человек | 824  | ↗ 834 | ↗ 836 | ↗ 849 |

## Экономика
Крупнейшие работодатели волости по состоянию на 30 июня 2020 года:

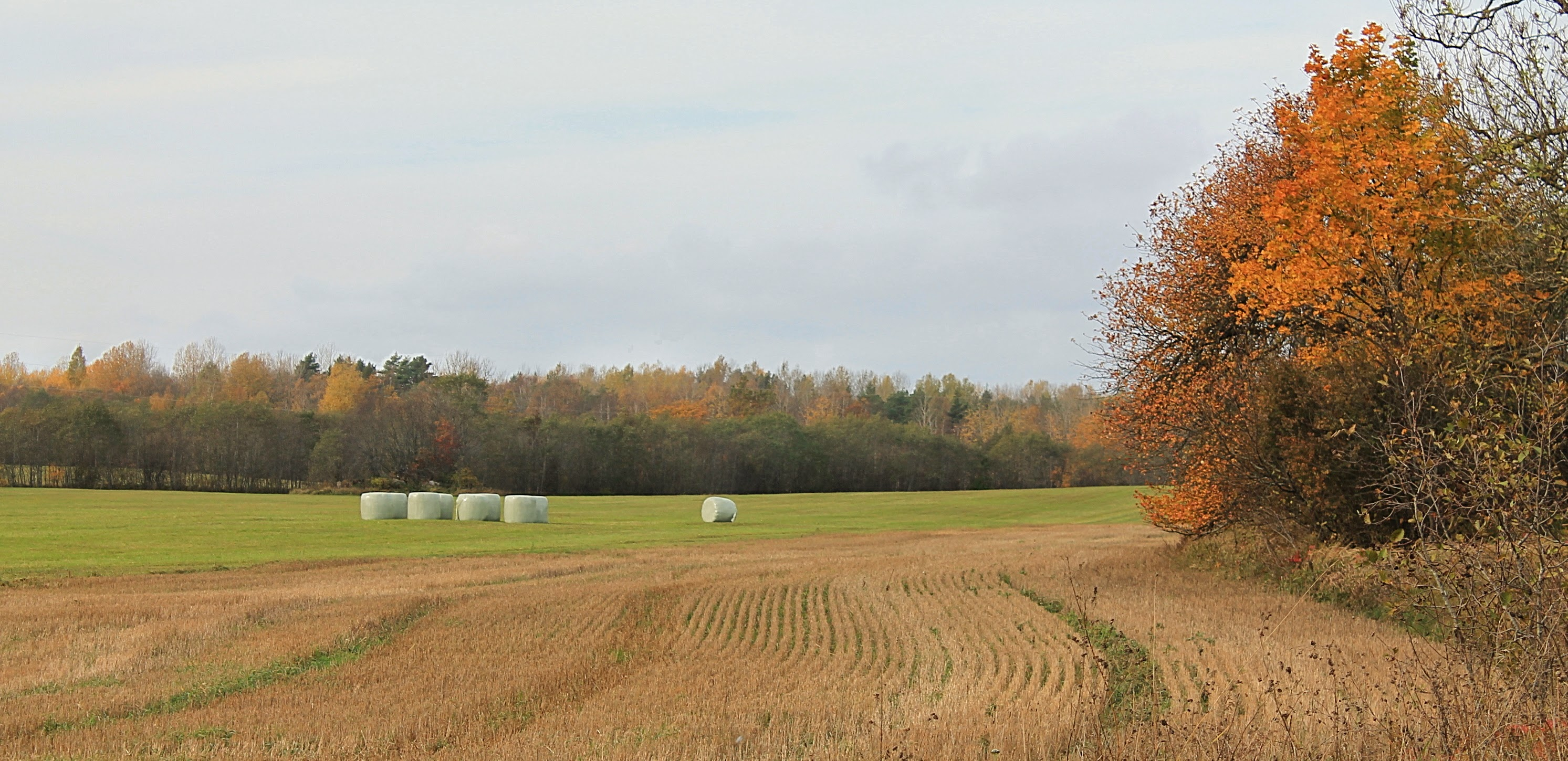
Сельскохозяйственные угодья Ляэне-Нигула

| Предприятие/организация       | Вид деятельности                  | Численность работников |
| ----------------------------- | --------------------------------- | ---------------------- |
| Rannarootsi Lihatööstus AS    | Производство продуктов из мяса    | 181                    |
| Волостная управа Ляэне-Нигула | Орган государственного управления | 147                    |
| Cipax Eesti AS                | Производство пластиковой тары     | 94                     |
| Mullo Transport AS            | Грузоперевозки по шоссе           | 62                     |
| Tradex AS                     | Производство электронных деталей  | 46                     |

## Галерея

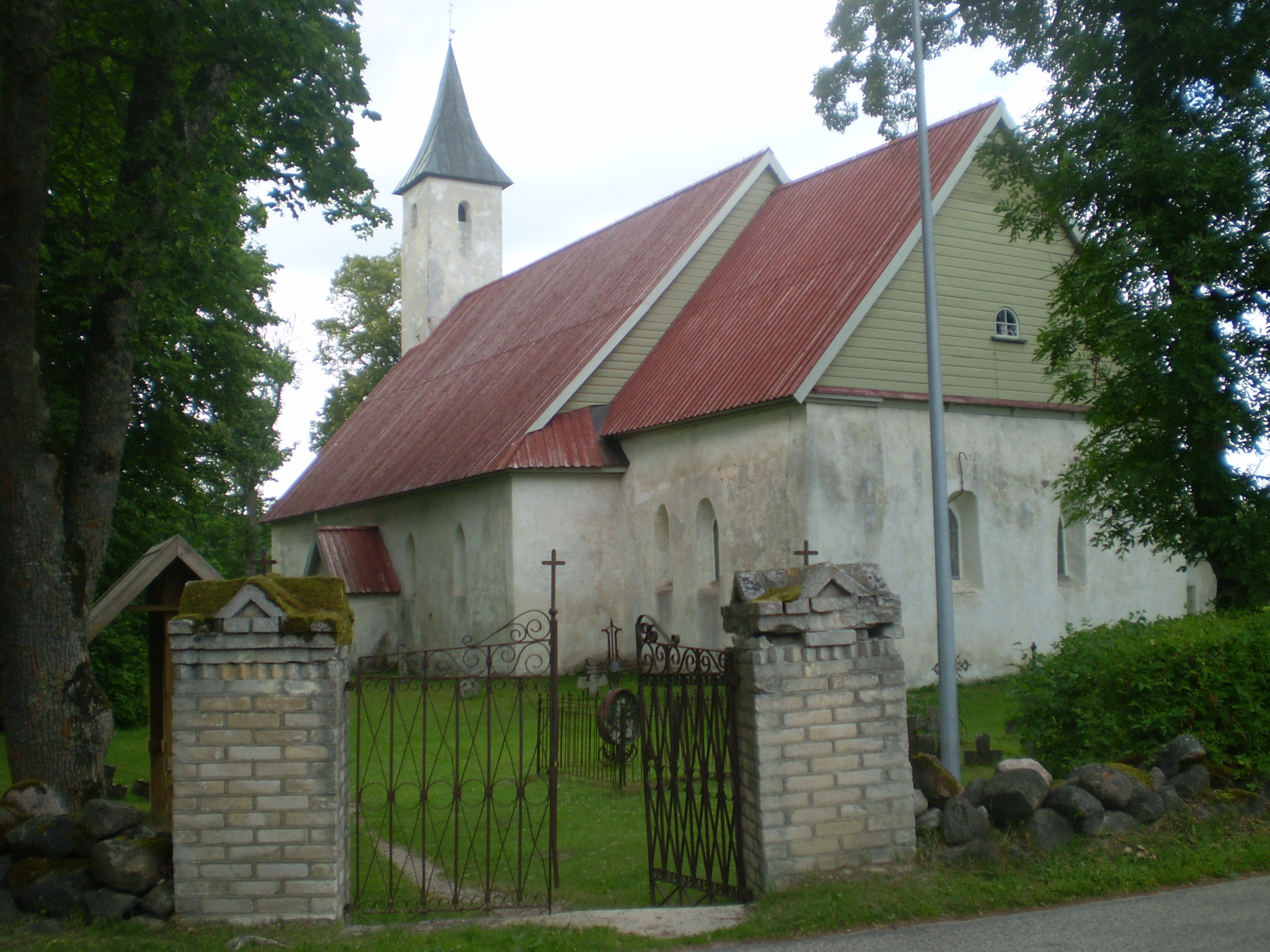
Церковь Ноароотси
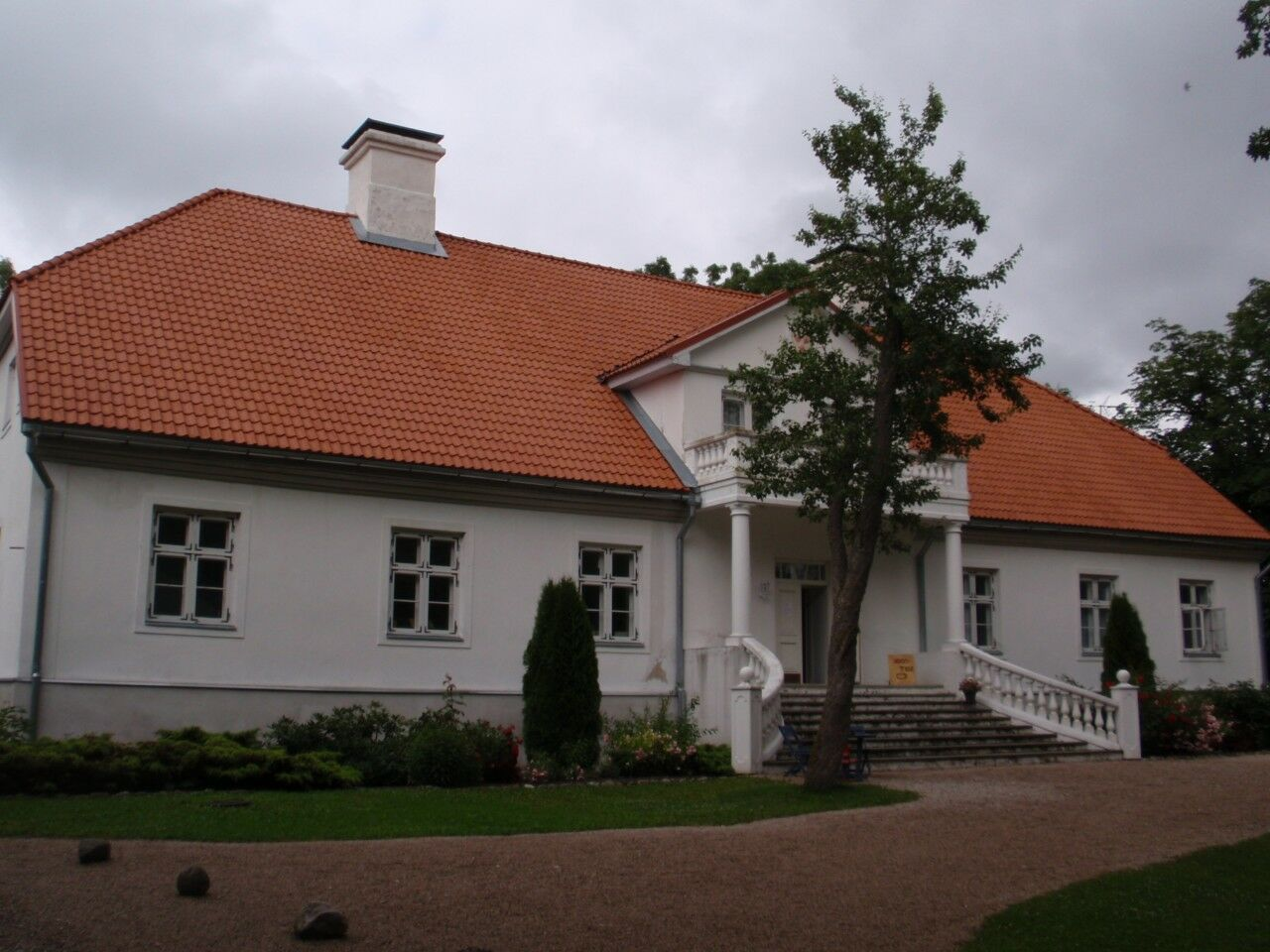
Мыза Сааре (Ликхольм)
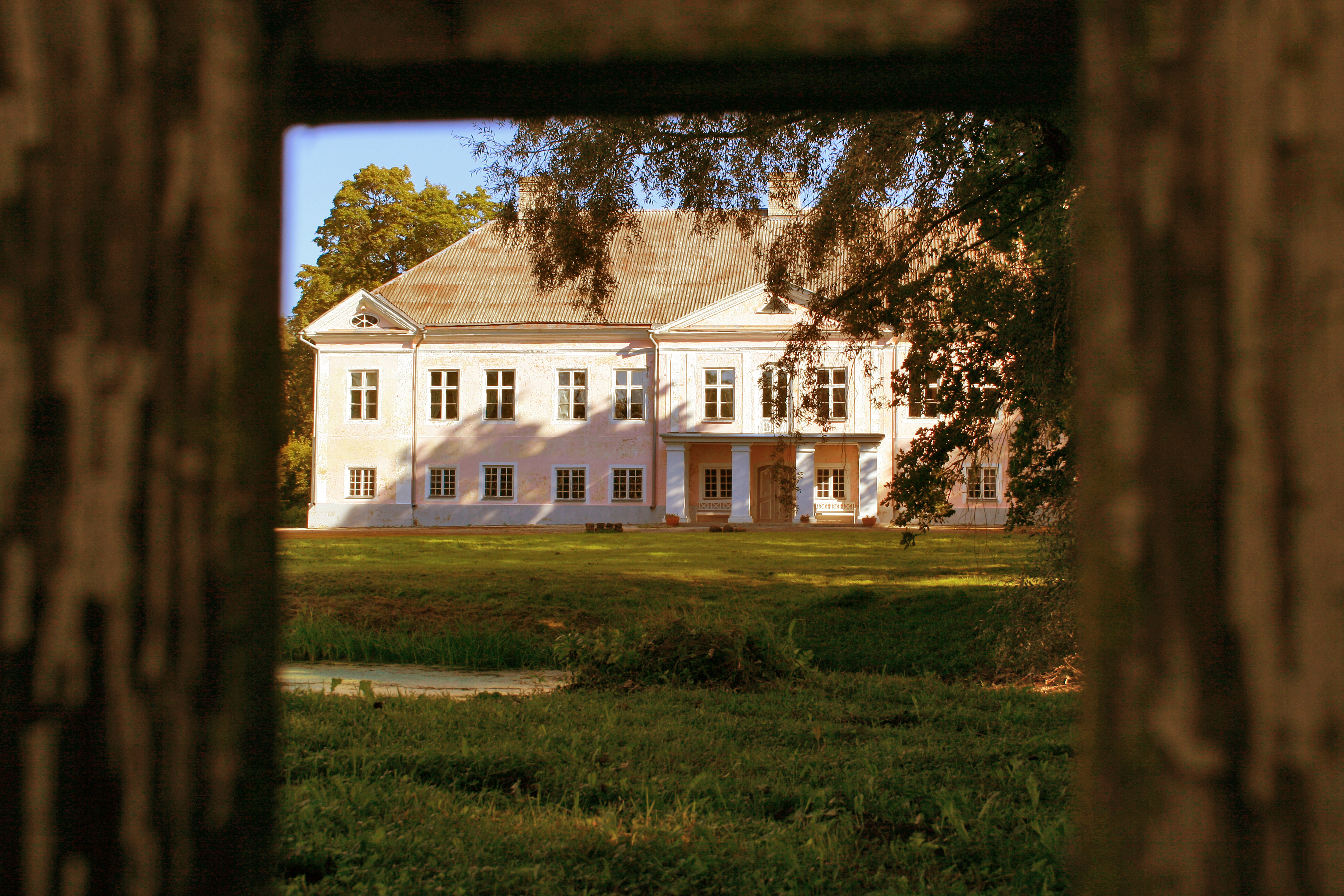
Мыза Сууре-Ляхтру
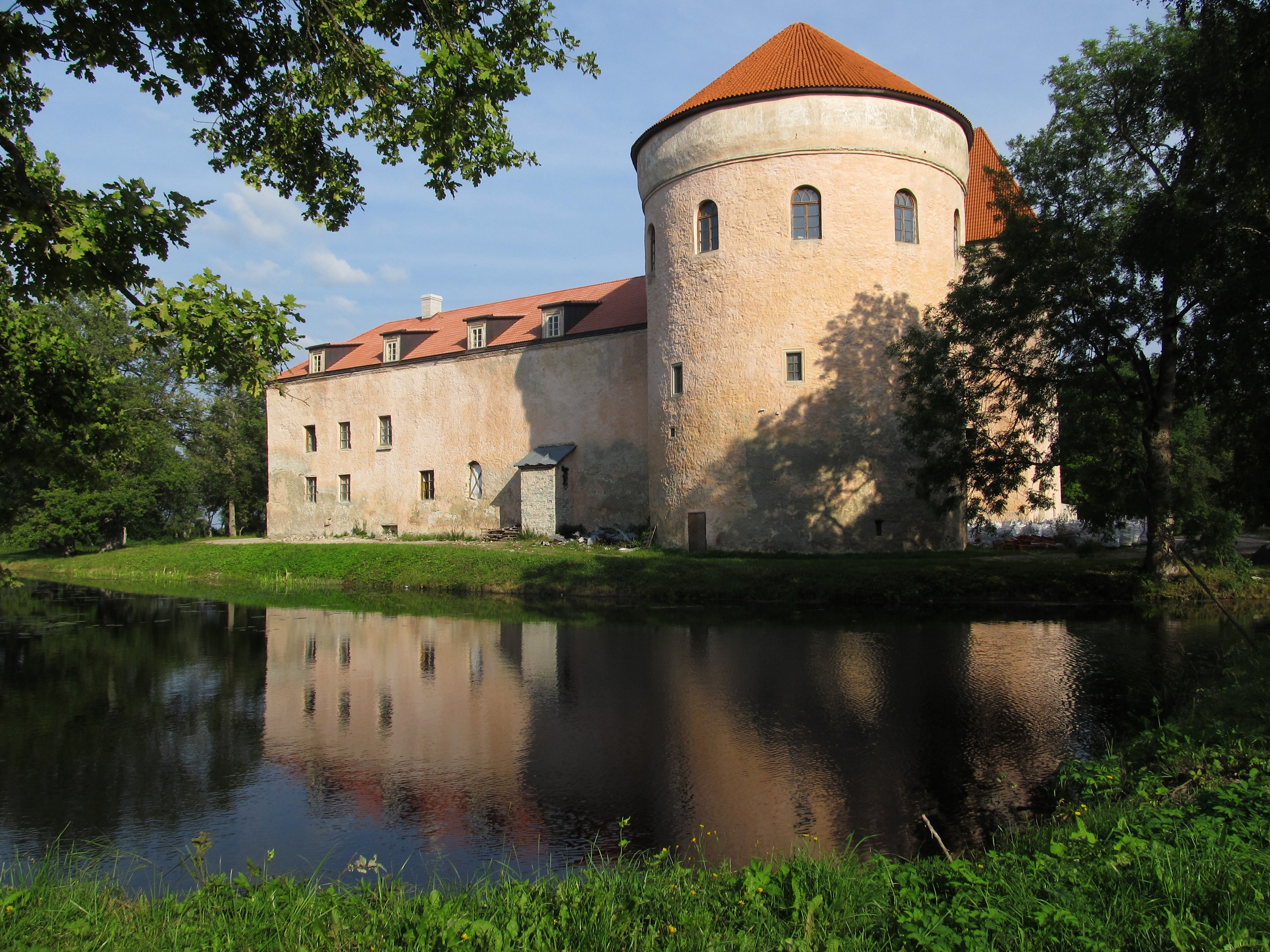
Городище Колувере
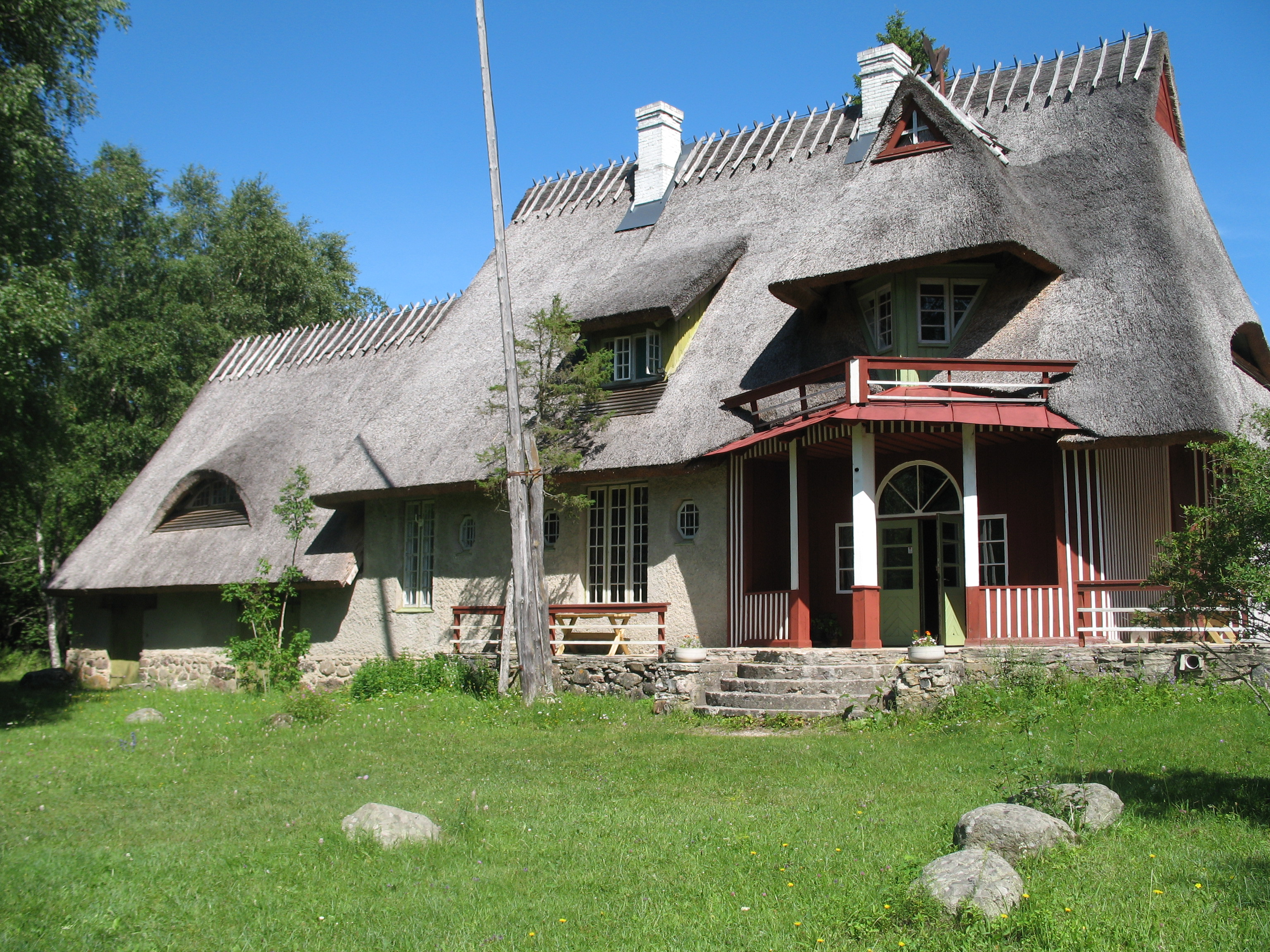
Дом-музей Лайкмаа
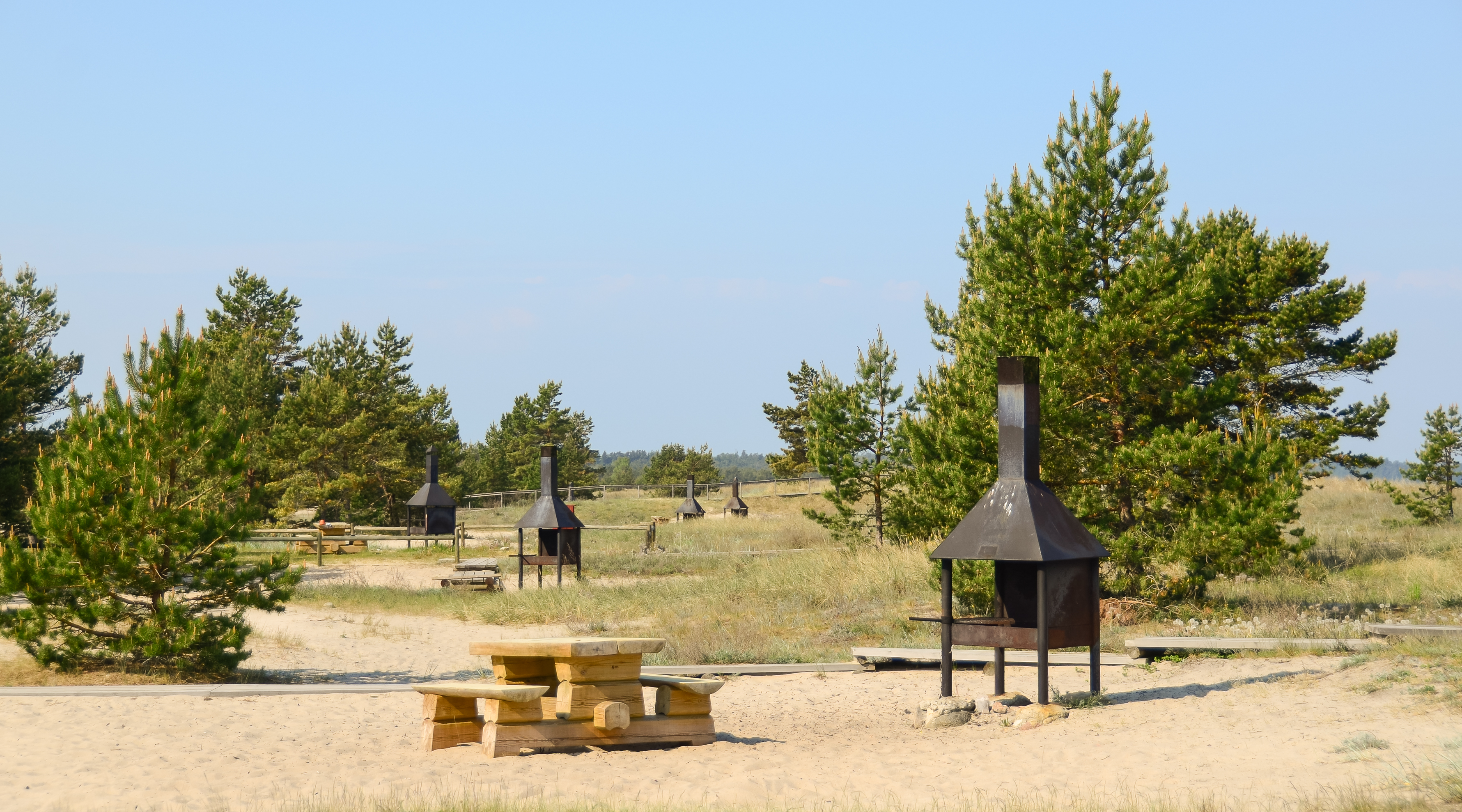
Место для палаток и пикников на пляже Перакюла
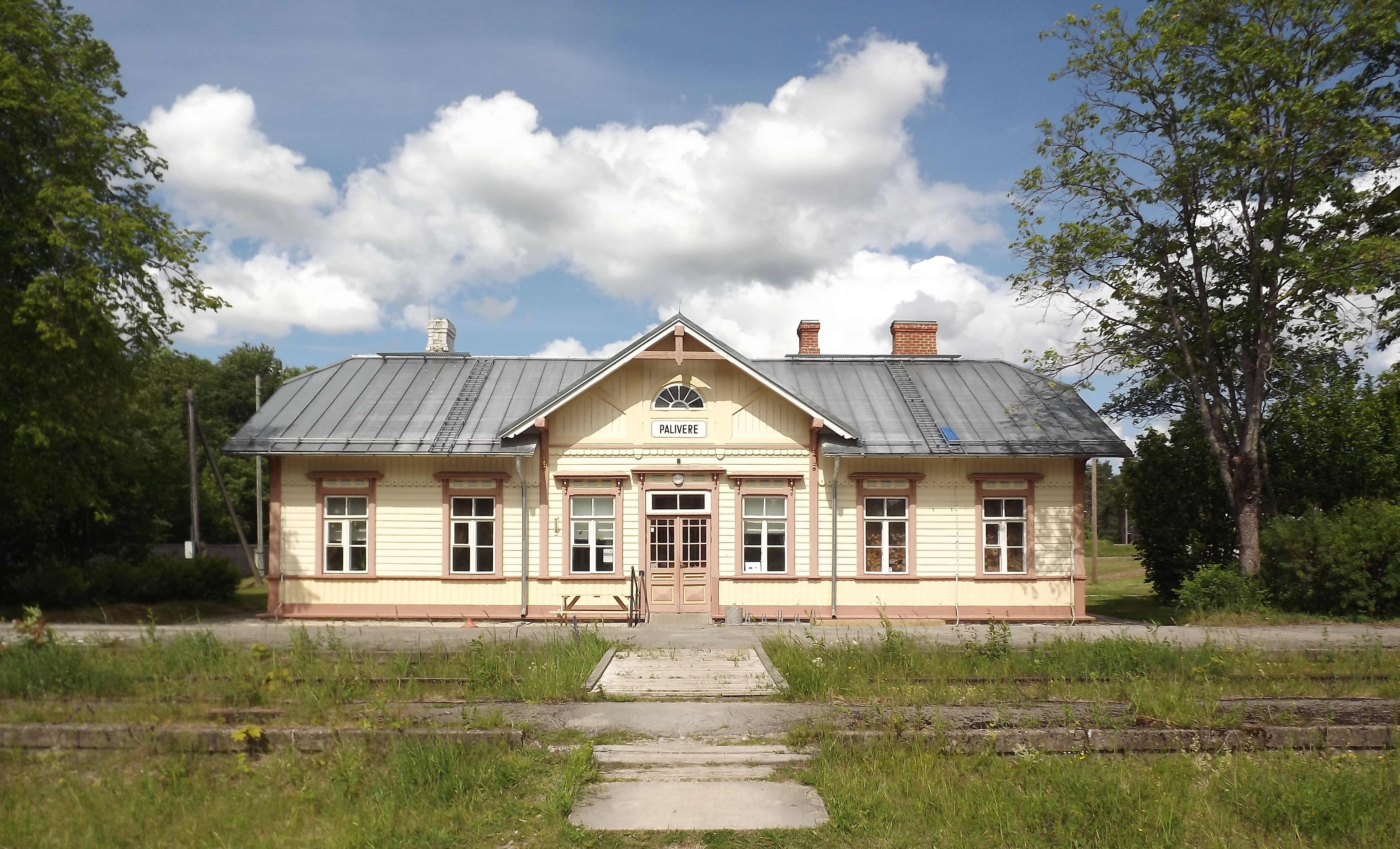
Бывшая железнодорожная станция Паливере
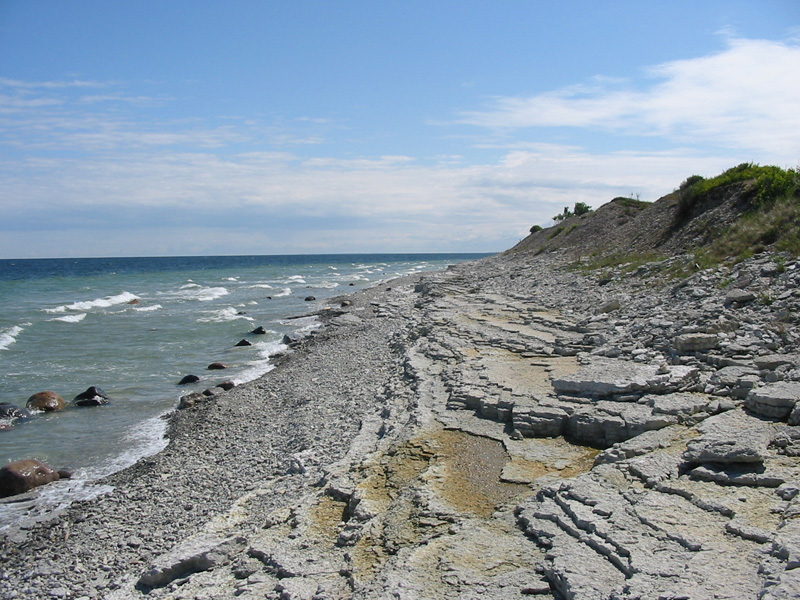
Побережье острова Осмуссаар